# 관내도 (당)
관내도(關內道)는 당나라 시대에 존재했던 중국의 옛 행정 구역 가운데 하나로, 수도 인근 지역을 관할하였다. 장안 일대의 산시성 지역의 주와 안북도호부, 선우도호부를 관할했다. 동쪽으로는 하동도, 서쪽으로는 농우도, 남쪽으로는 산남도와 접했다.

## 관할 행정 구역
경조부(京兆府)·화주(華州)·동주(同州)·방주(坊州)·단주(丹州)·봉상부(鳳翔府)·빈주(邠州)·경주(涇州)·농주(隴州)·영주(寧州)·원주(原州)·경주(慶州)·방지주도독부(芳池州都督府)·안정주도독부(安定州都督府)·안화주도독부(安化州都督府)·부주(鄜州)·연주(延州)·수주(綏州)·은주(銀州)·정변주도독부(靜邊州都督府)·귀덕주(歸德州)·하주도독부(夏州都督府)·운중도독부(雲中都督府)·호연주도독부(呼延州都督府)·상건도독부(桑乾都督府)·정양도독부(定襄都督府)·달혼도독부(達渾都督府)·영삭주도독부(寗朔州都督府)·복고주도독부(僕固州都督府)·영주(靈州)·연연주(燕然州)·계록주(鷄鹿州)·계전주(鷄田州)·동고란주(東皋蘭州)·연산주(燕山州)·촉룡주(燭龍州)·염주(鹽州)·풍주(豐州)·회주(會州)·유주(宥州)·승주(勝州)·안북도호부
당나라 말기에 다음과 같이 절도사에 소속되었다.
| 절도사 명칭      | 한자             | 치소       | 속주 |
| ---------------- | ---------------- | ---------- | --- |
| 동관방어진국군사 | 潼關防禦鎮國軍使 | 화주(華州) | 화주 |
| 동주방어장춘궁사 | 同州防禦長春宮使 | 동주(同州) | 동주 |
| 봉상농절도사     | 鳳翔隴節道使     | 봉상부     | 봉상부, 농주(隴州) |
| 빈녕절도사       | 邠甯節度使       | 빈주(邠州) | 빈주(邠州), 영주(寧州), 경주(慶州) 부주(鄜州), 방주(坊州), 단주(丹州), 연주(延州) 연주(衍州)                                       |
| 경원절도사       | 涇原節度使       | 경주(涇州) | 경주(涇州), 원주(原州), 위주(渭州), 무주(武州)                                                                                     |
| 삭방절도사       | 朔方節度使       | 영주(靈州) | 영주(靈州), 염주(鹽州), 하주(夏州), 수주(綏州), 은주(銀州), 유주(宥州), 풍주(豐州), 회주(會州), 인주(麟州), 승주(勝州), 선우도호부 |

## 같이 보기
- 경기도 (당)